# Neoflustra
Neoflustra is een monotypisch mosdiertjesgeslacht uit de orde Cheilostomatida, de plaatsing in een familie is nog onzeker. De wetenschappelijke naam van het geslacht werd voor het eerst geldig gepubliceerd in 1982 door López Gappa.

## Soort
- Neoflustra dimorphica López Gappa, 1982